# LA Galaxy
LA Galaxy is een Amerikaanse voetbalclub uit Carson, Los Angeles, Californië. Het elftal komt sinds 1996 uit in de Western Conference van de Major League Soccer en is met zes eindzeges in de strijd om de MLS Cup recordkampioen van de competitie.

## Geschiedenis

### Eerste jaren
LA Galaxy is een van de clubs die betrokken was bij de oprichting van de Major League Soccer. De clubnaam Galaxy is afgeleid van het gegeven dat de stad Los Angeles thuis is van de sterren van Hollywood. Het team nam in 1996 voor het eerst deel aan de nieuwe competitie. In haar debuutseizoen eindigde het team bovenaan in de Western Conference en bereikte het de MLS Cup-finale. Deze ging verloren tegen D.C. United. Het seizoen 1997 kwam LA Galaxy niet verder dan de Conference-finale en een jaar later werden ze uitgeschakeld in de halve finales van de MLS Cup. In 1999 trof het wederom D.C. United in de finale om de MLS Cup en opnieuw werd deze wedstrijd verloren.
In 2000 kende de club haar eerste grote succes. LA Galaxy wist beslag te leggen op de CONCACAF Champions Cup. 2001 was opnieuw een succesvol jaar voor de Galaxy. De ploeg wist New England Revolution met 2-1 te verslaan in de finale van de US Open Cup.
Na drie eerdere finale deelnames wist LA Galaxy in haar vierde finale, in 2002, de MLS Cup voor het eerst te winnen door New England Revolution met 1-0 te sterk af te zijn. Het daaropvolgende seizoen werden ze in de halve finales van de Western Conference uitgeschakeld door San Jose Earthquakes.
In 2005 maakte Landon Donovan de overstap van San Jose Earthquakes naar LA Galaxy, waar hij later zou uitgroeien tot beeldbepalende speler. De MLS-franchise wist in 2005 voor de tweede keer de US Open Cup te winnen. Door zich opnieuw voor de play-offs om de MLS Cup te plaatsen was LA Galaxy de enige club die dat in alle tien de eerste MLS-seizoenen lukte. In de finale was wederom New England Revolution de tegenstander. LA Galaxy wist de beker na verlenging te winnen.
2006 ging de boeken in als het eerste seizoen dat het elftal zich niet wist te plaatsen voor de play-offs. Halverwege het seizoen werd al afscheid genomen van de hoofdtrainer. Het team bereikte nog wel de finale van de US Open Cup, maar deze werd verloren van Chicago Fire.

### Beckham tijdperk

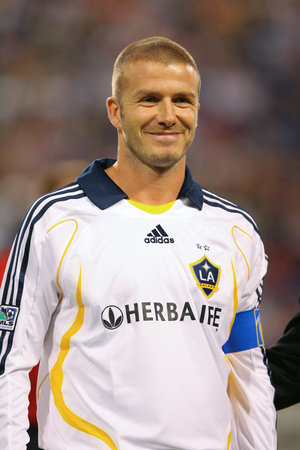
Beckham in 2007

In 2007 sloeg LA Galaxy een grote slag door David Beckham te contracteren. De Engelsman maakte de overstap van Real Madrid en maakte zijn debuut voor een record aantal toeschouwers in het Home Depot Center. Aan het eind van het seizoen greep hij net naast een plaats in de play-offs. Eerder dat jaar bereikte het team de finale van de North American SuperLiga, maar deze verloor het van het Mexicaanse Pachuca. Gedurende de winterstop stapte hoofdtrainer Frank Yallop op en ging Cobi Jones, die reeds sinds 1996 deel uitmaakte van de selectie, met voetbalpensioen.
Ruud Gullit tekende een driejarig contract als nieuwe hoofdtrainer van LA Galaxy met Jones als assistent-trainer. Na een tegenvallende reeks resultaten stapte Gullit en general manager Alexi Lalas in augustus 2008 op. Voormalig bondscoach van Amerika Bruce Arena nam de leiding over, maar wist het team niet naar de play-offs te loodsen.
Onder Arena kende LA Galaxy een succesvol seizoen in 2009. Zo eindige het bovenaan de Western Conference en werd het tweede in de stand om de MLS Supporters' Shield. De finale om de MLS Cup werd na strafschoppen verloren van Real Salt Lake. In het nieuwe seizoen wist de club voor het eerst sinds 2002 de MLS Supporters' Shield te winnen, iets wat ze een jaar later opnieuw flikten. In de Western Conference-finale werden ze uitgeschakeld door FC Dallas, waardoor ze niet uitkwamen in de MLS Cup-finale van dat seizoen.

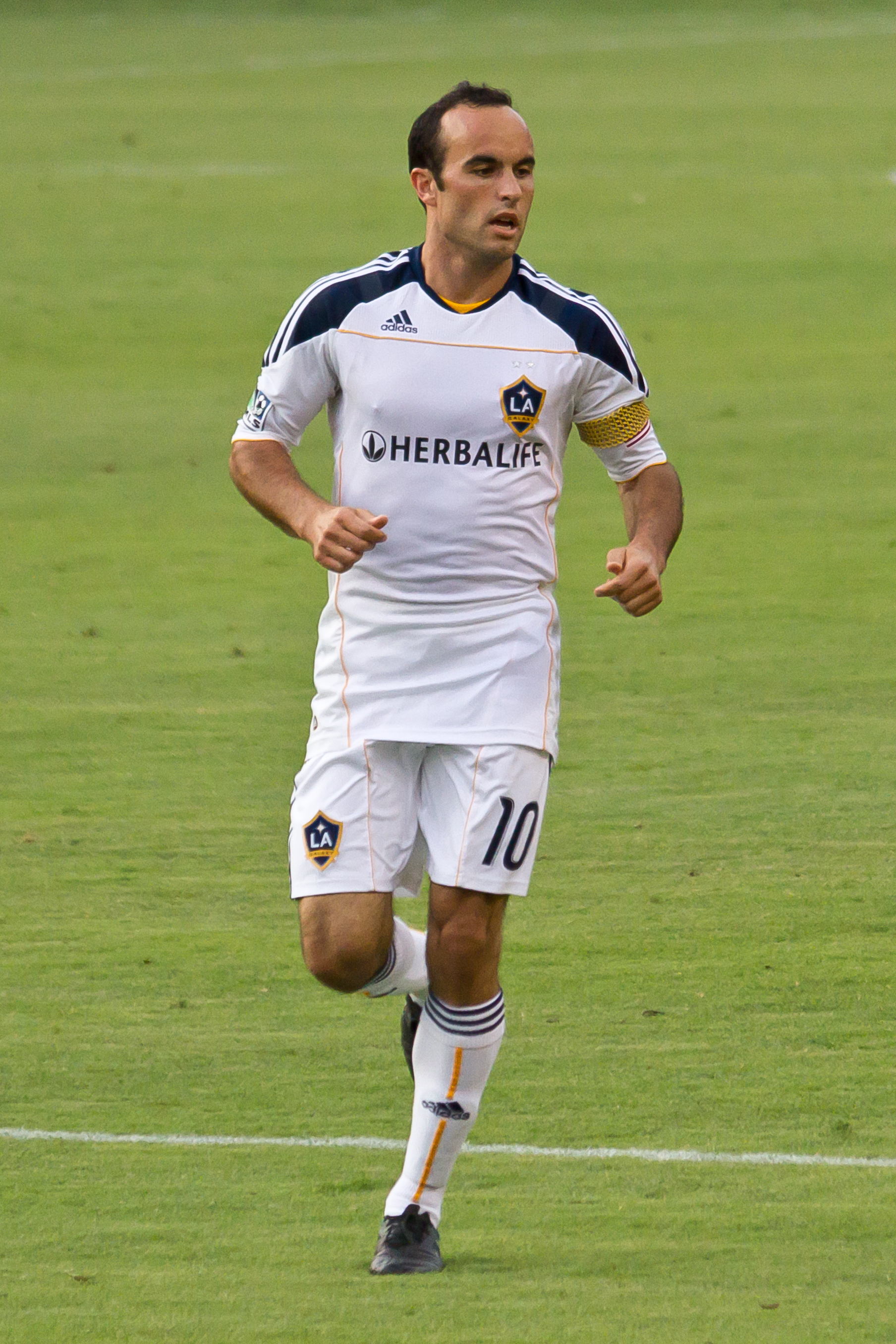
Donovan in 2010

Recordtopscorer van het Iers voetbalelftal Robbie Keane werd in 2011 toegevoegd aan de selectie. Met opnieuw de winst van de MLS Supporters' Shield won Galaxy ook hun derde MLS Cup, nadat het Houston Dynamo had verslagen. In november 2012 kondigde sterspeler Beckham zijn vertrek aan. Het team wist een maand later voor de tweede keer op rij de MLS Cup te winnen. Verdediger Omar Gonzalez werd verkozen tot MLS MVP van het seizoen.

### Herstructurering

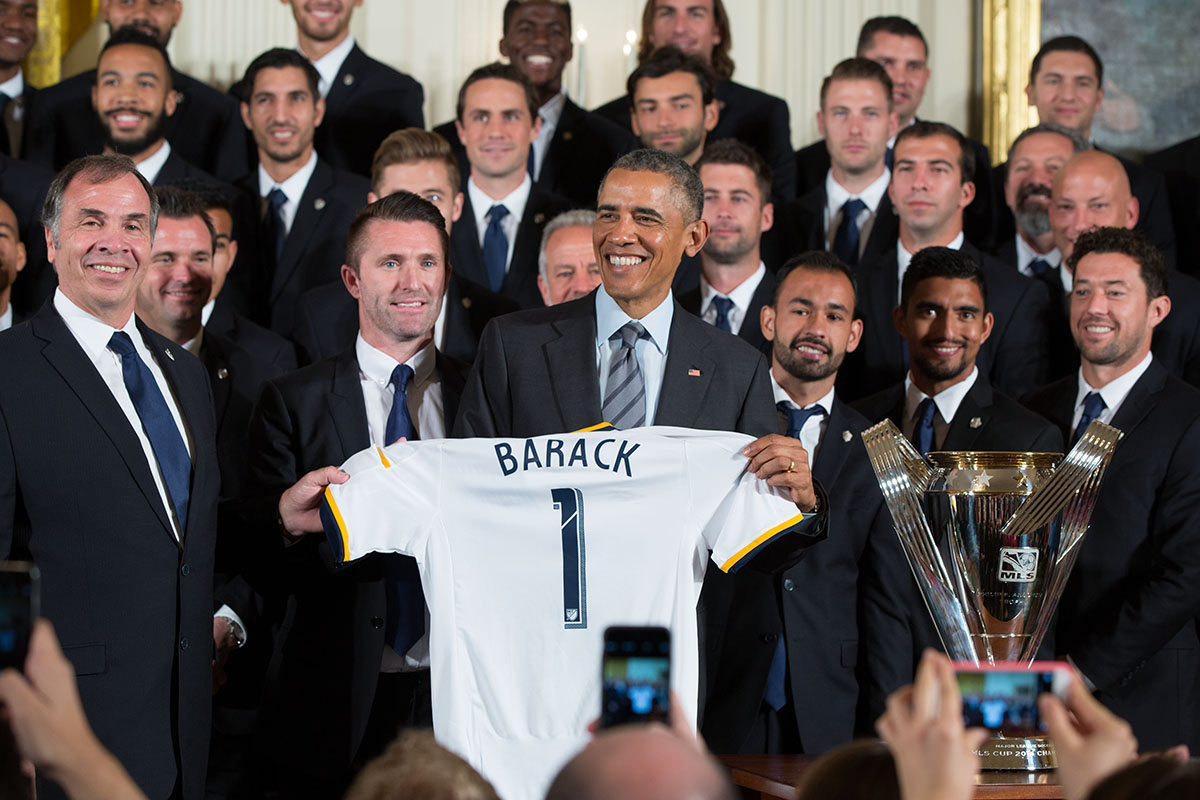
LA Galaxy-team met toenmalig President Barack Obama in 2015

Nadat het seizoen 2013 geen noemenswaardige successen bracht wist LA Galaxy een jaar later voor de vijfde maal de MLS Cup te winnen. Na afloop van het seizoen besloot Landon Donovan te stoppen als voetballer. Enkele weken later, op 7 januari 2016, maakte de club bekend Steven Gerrard te hebben gecontracteerd. Later tekende ook Giovani dos Santos bij LA Galaxy. Hij maakte direct indruk, scoorde vier doelpunten en gaf vijf assists in zijn eerste vijf wedstrijden.
Na het vertrek van hoofdtrainer en general manager Bruce Arena stelde de vernieuwde staf een elftal samen voornamelijk bestaande uit jeugdspelers. Het bracht niet het gewenste succes en halverwege het seizoen werd er al gewisseld van hoofdtrainer. Voor het eerst in haar bestaan eindigde de club dat seizoen onderaan de ranglijst.

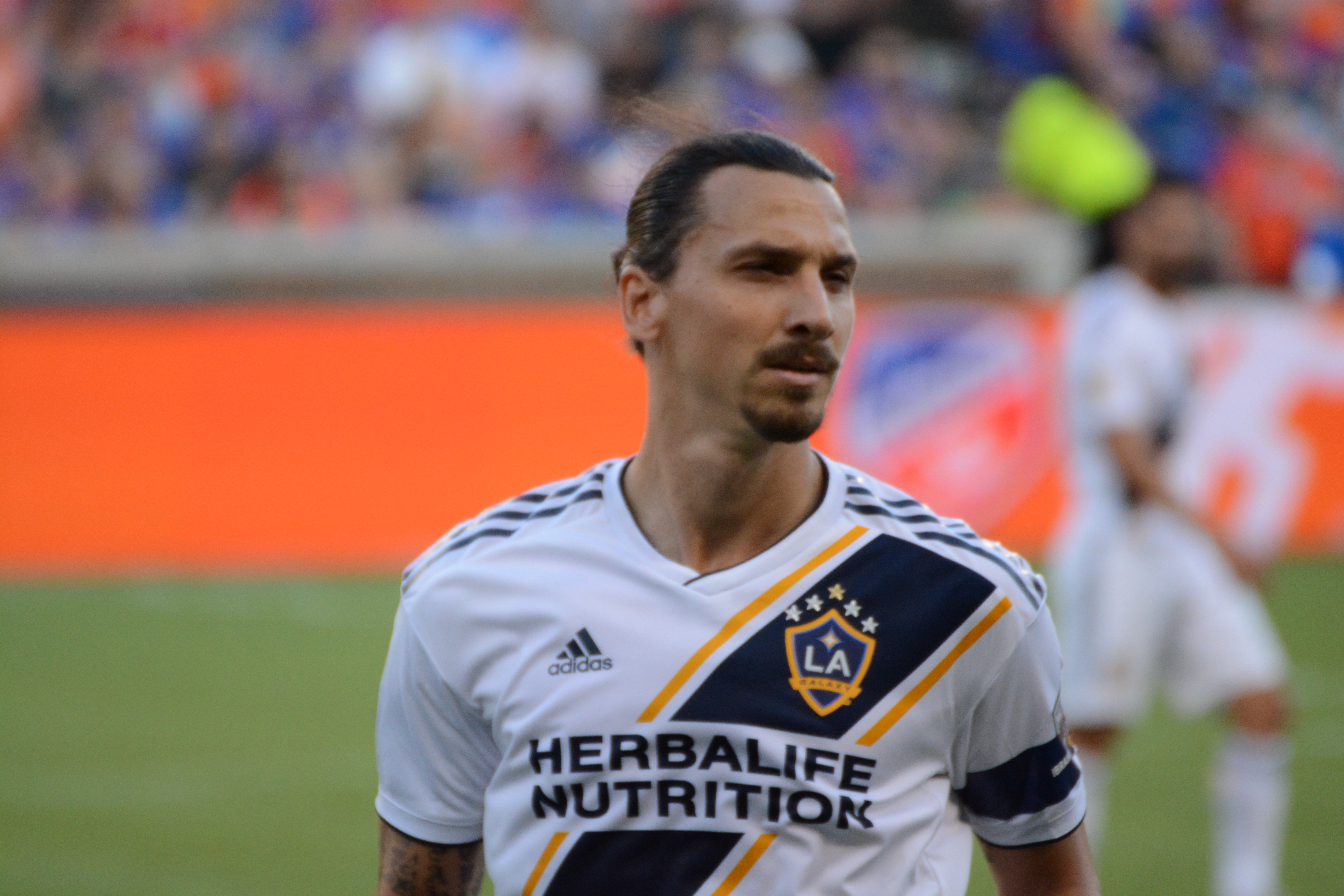
Ibrahimović in 2019

In maart 2018 probeerde de club een nieuwe impuls aan het elftal te geven door Zlatan Ibrahimović te contracteren. In zijn debuutwedstrijd scoorde Ibrahimović direct tweemaal, waarbij een van de doelpunten later dat jaar verkozen werd tot doelpunt van het jaar.
Guillermo Barros Schelotto moest als nieuwe hoofdtrainer in 2019 de club nieuw succes brengen. Ook de selectie werd versterkt met spelers als Cristian Pavón, Diego Polenta en jeugdspeler Efraín Álvarez. In de play-offs werd LA Galaxy verslagen door stadsgenoot Los Angeles FC.
LA Galaxy wist in 2020 opnieuw geen hoofdprijs te winnen, ondanks het toevoegen van Javier Hernández aan de selectie. Hierdoor werd e samenwerking met Schelotto aan het eind van dat seizoen beëindigd door de Nederlandse general manager Dennis te Kloese. Voormalig speler Greg Vanney werd in januari 2021 aangesteld als zijn opvolger.

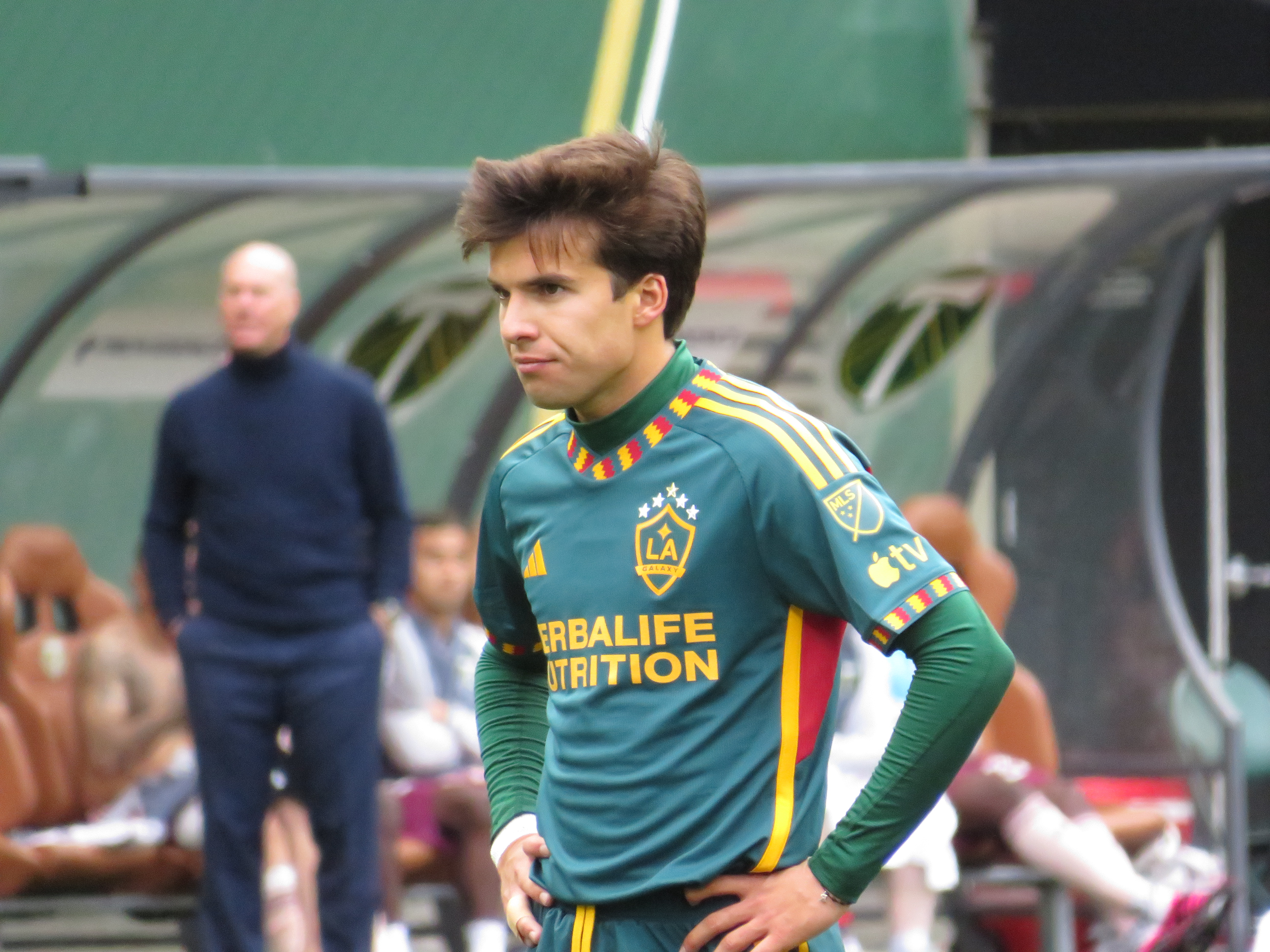
Puig in 2023

Onder leiding van Vanney mistte de club de MLS-playoffs, omdat het slechts als achtste eindigde in de Western Conference. In 2022 zette de opleving van LA Galaxy door, vooral door de prestatie verbeteringen van Hernández en de toevoeging van voormalig Barcelona-jeugdspeler Riqui Puig. De ploeg eindige op de vierde plaats in de Conference, haar hoogste notering sinds het seizoen 2016. In de eerste playoff ronde won LA Galaxy van Nashville, maar in de halve finale werd er verloren van Los Angeles FC.
Als gevolg van de transfer van Cristian Pavón in 2019 werd de club verschillende sancties opgelegd, waaronder een verbod op het contracteren van internationale spelers tijdens de zomerse transferperiode van 2023. De seizoensstart van 2023 ging de boeken in als de slechtste start van de club tot dan toe. De ploeg bleef in haar eerste zeven wedstrijden zonder overwinning. Uiteindelijk beëindigde LA Galaxy haar seizoen op de 13e plaats in de Conference en 26e plaats overall.

### Hernieuwd succes
Om in 2024 beter voor de dag te komen werd de selectie versterkt met Gabriel Pec en Joseph Paintsil, die gezamenlijk voor zo'n 20 miljoen dollar naar Carson werden gehaald. Ook Marco Reus voegde zich later het seizoen nog bij het team van Vanney. Met aanvoerder Maya Yoshida centraal achterin en Puig als dirigent op het middenveld wist LA Galaxy zich weer te plaatsen voor de play-offs door als tweede te eindigen in de Conference. In de play-offs werd er afgerekend met Colorado Rapids, Minnesota United en Seattle Sounders, waardoor het als Western Conference-winnaar naar de MLS Cup-finale mocht. Hierin trof het New York Red Bulls. Beide teams speelde 29 jaar eerder de allereerste MLS-wedstrijd ooit, maar troffen elkaar pas in 2024 voor het eerst in een MLS Cup-finale. LA Galaxy kwam op een snelle 2-0 voorsprong, wat uiteindelijk genoeg bleek, want The Red Bulls wisten maar eenmaal te scoren. Hierdoor won de ploeg haar zesde MLS Cup.

## Erelijst
- MLS Cup

Winnaar: 2002, 2005, 2011, 2012, 2014, 2024 (6x)
Finalist: 1996, 1999, 2001, 2009 (4x)
- MLS Supporters' Shield

Winnaar: 1998, 2002, 2010, 2011 (4x)
- US Open Cup

Winnaar: 2001, 2005 (2x)
Finalist: 2002, 2006 (2x)
- CONCACAF Champions League

Winnaar: 2000 (1x)
Finalist: 1997 (1x)
- North American SuperLiga

Finalist: 2007 (1x)

## Sponsoren
| Periode   | Kledingsponsor | Shirtsponsor borst | Shirtsponsor mouw |
| --------- | -------------- | ------------------ | ----------------- |
| 1996–2002 | Nike           | –                  | –                 |
| 2003–2005 | Nike           | Budweiser          | –                 |
| 2006–2007 | Adidas         | Budweiser          | –                 |
| 2007–2020 | Adidas         | Herbalife          | –                 |
| 2021      | Adidas         | Herbalife          | Honey Herbalife   |
| 2022–0000 | Adidas         | Herbalife          | Honey             |

## Stadion

### Dignity Health Sports Park

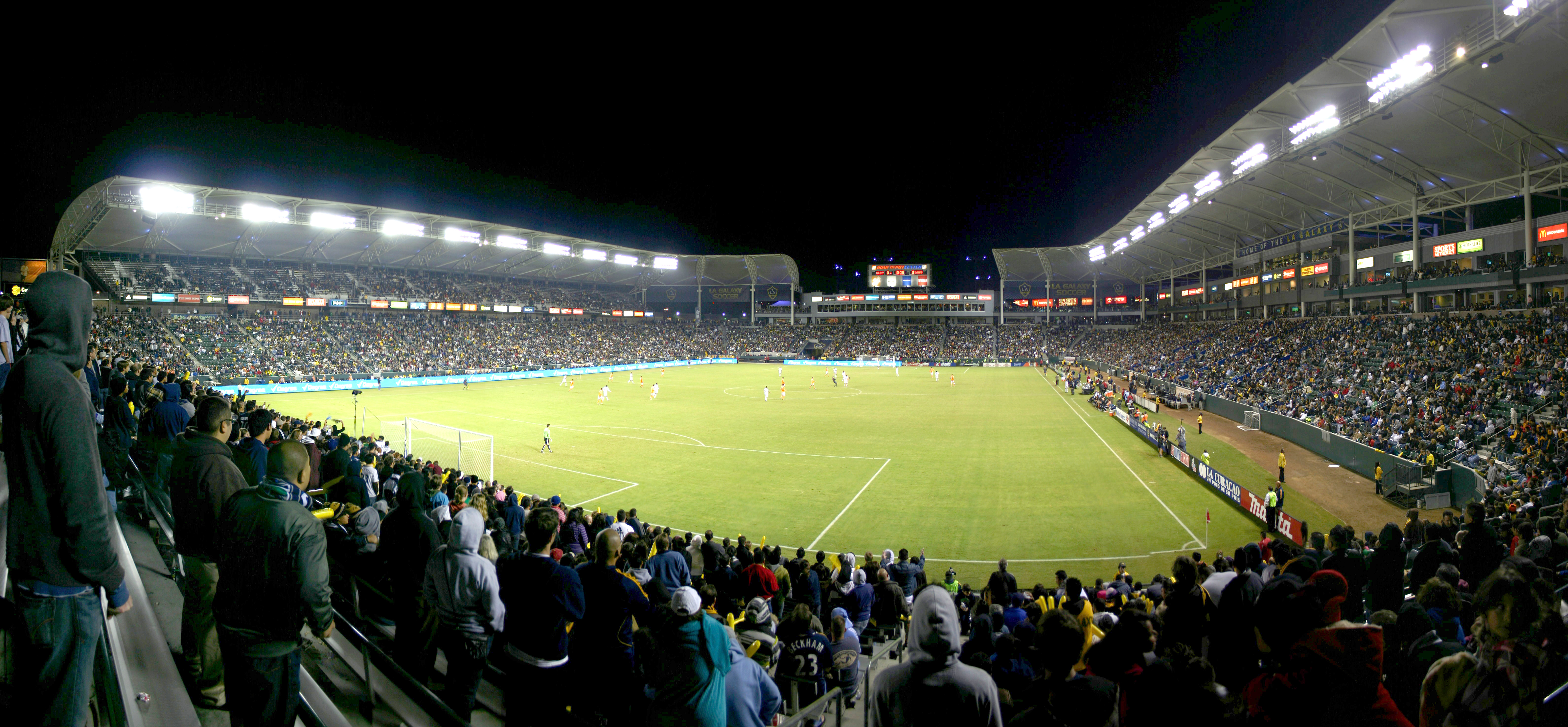
Dignity Health Sports Park

Sinds 2003 is het Dignity Health Sports Park de thuisbasis van LA Galaxy. Het voor voetbal gebouwde stadion biedt plaats aan 27.000 toeschouwers en verving de Rose Bowl als speellocatie voor de club. Het stadion heeft door de jaren heen verschillende namen gedragen in verband met sponsorcontracten. Zo heette het in de periode 2003 tot 2013 het Home Depot Center, van 2013 tot 2018 het StubHub Center en heet het sinds 2018 Dignity Health Sports Park. LA Galaxy-eigenaar Anschutz Entertainment Group is tevens eigenaar van het stadion.
Het stadion is het decor geweest van zeven MLS Cup-finales, zes wedstrijden van het WK Vrouwenvoetbal 2003, verschillende Gold Cup-eindtoernooien en internationale vrouwenvoetbal wedstrijden, waaronder die van het Amerikaans vrouwenelftal.

## Overzichtslijsten

### Galaxy in internationale wedstrijden
| CONCACAF Champions Cup 1997       |                           |                       |                |   |
| 1R                                | Vlag van Mexico           | Santos Laguna         | 4-1            |   |
| 1/4                               | Vlag van El Salvador      | CD Luis Ángel Firpo   | 2-0            |   |
| 1/2                               | Vlag van Verenigde Staten | DC United             | 1-0            |   |
| F                                 | Vlag van Mexico           | Cruz Azul             | 3-5            |   |
| CONCACAF Champions Cup 1999       |                           |                       |                |   |
| 1R                                | Vlag van Mexico           | Club Necaxa           | 1-1 (3-4 n.p.) |   |
| CONCACAF Champions Cup 2000       |                           |                       |                |   |
| 1/4                               | Vlag van Honduras         | Real España           | 0-0 (5-3 n.p.) |   |
| 1/2                               | Vlag van Verenigde Staten | DC United             | 1-1 (4-2 n.p.) |   |
| F                                 | Vlag van Honduras         | CD Olimpia            | 3-2            |   |
| CONCACAF Champions Cup 2003       |                           |                       |                |   |
| 1R                                | Vlag van Honduras         | CD Motagua            | 2-2, 1-0       |   |
| 1/4                               | Vlag van Mexico           | Club Necaxa           | 1-4, 1-2       |   |
| CONCACAF Champions Cup 2006       |                           |                       |                |   |
| 1R                                | Vlag van Costa Rica       | Deportivo Saprissa    | 0-0, 2-3       |   |
| CONCACAF Champions League 2010/11 |                           |                       |                |   |
| 1Q                                | Vlag van Puerto Rico      | Puerto Rico Islanders | 1-4, 2-1       |   |
| CONCACAF Champions League 2011/12 |                           |                       |                |   |
| Groep                             | Vlag van Honduras         | Motagua               | 2-0            |   |
| Groep                             | Vlag van Costa Rica       | Alajuelense           | 2-0            |   |
| Groep                             | Vlag van Mexico           | Morelia               | 1-2            |   |
| Groep                             | Vlag van Costa Rica       | Alajuelense           | 0-1            |   |
| Groep                             | Vlag van Mexico           | Morelia               | 2-1            |   |
| Groep                             | Vlag van Honduras         | Motagua               | 1-0            |   |
| 1/4                               | Vlag van Canada           | Toronto FC            | 2-2, 1-2       |   |
| CONCACAF Champions League 2012/13 |                           |                       |                |   |
| Groep                             | Vlag van El Salvador      | Isidro Metapán        | 5-2            |   |
| Groep                             | Vlag van Puerto Rico      | Puerto Rico Islanders | 4-0            |   |
| Groep                             | Vlag van Puerto Rico      | Puerto Rico Islanders | 0-0            | - |
| Groep                             | Vlag van El Salvador      | Isidro Metapán        | 3-2            |   |
| 1/4                               | Vlag van Costa Rica       | Herediano             | 0-0, 4-1       |   |
| 1/2                               | Vlag van Mexico           | Monterrey             | 1-2, 0-1       |   |
| CONCACAF Champions League 2013/14 |                           |                       |                |   |
| Groep                             | Vlag van Costa Rica       | Cartaginés            | 2-0            |   |
| Groep                             | Vlag van El Salvador      | Isidro Metapán        | 1-0            |   |
| Groep                             | Vlag van Costa Rica       | Cartaginés            | 3-0            |   |
| Groep                             | Vlag van El Salvador      | Isidro Metapán        | 0-4            |   |
| 1/4                               | Vlag van Mexico           | Tijuana               | 1-0,2-4        |   |

- Groep = Groepsfase
- 1R = eerste ronde
- 2R = tweede ronde
- 3R = derde ronde
- 1/8 = achtste finale
- 1/4 = kwartfinale
- 1/2 = halve finale
- F = finale

## Bekende (oud-)Galácticos

### Spelers
- Chris Albright
- Romain Alessandrini
- Julián Araujo
- David Beckham
- Edson Buddle
- Martín Cáceres
- Jorge Campos
- Ashley Cole
- Jelle Van Damme
- A. J. DeLaGarza
- Mark Delgado
- Landon Donovan
- Diego Fagúndez
- Sean Franklin
- Steven Gerrard
- Hérculez Gómez
- Omar Gonzalez
- Javier Hernández
- Zlatan Ibrahimović
- Cobi Jones
- Jermaine Jones
- Nigel de Jong
- Dejan Joveljić
- Robbie Keane
- Chris Klein
- Sacha Kljestan
- Alexi Lalas
- Kelvin Leerdam
- Joseph Paintsil
- Cristian Pavón
- Diego Polenta
- Riqui Puig
- Marco Reus
- Donovan Ricketts
- Robbie Rogers
- Carlos Ruiz
- Giovani dos Santos
- Jonathan dos Santos
- Greg Vanney
- Maya Yoshida
- Zanka

### Trainers
- Bruce Arena
- Ruud Gullit
- Guillermo Barros Schelotto
- Greg Vanney